# Dej še kazga zbudte pa ga sabo vzemte
Dej še kazga zbudte pa ga sabo vzemte je drugi in zadnji studijski album slovenske indie rock skupine We Can't Sleep at Night, izdan leta 2009 pri založbi Kapa Records.

## Kritični odziv
V recenziji na portalu MMC RTV-SLO je Dušan Jesih poudaril: "V primerjavi z istoimenskim prvencem so WCSAN svojo zvočno podobo tokrat zapeljali v bolj melodične in za spoznanje tudi eksperimentalnejše vode." Album je ocenil z oceno +3, povedal pa je še, da je skupina v živo zvenela bolje.
Album je bil ob koncu leta 2009 uvrščen na 8. mesto seznama Naj domača tolpa bumov Radia Študent.

### Priznanja
| objava        | uvrstitev | seznam                      |
| ------------- | --------- | --------------------------- |
| Radio Študent | 8.        | Naj domača tolpa bumov 2009 |

## Seznam pesmi
Vse pesmi je napisala skupina We Can't Sleep at Night.
1. "La Linea" – 2:12
2. "Trubadur" – 1:57
3. "Pedaliranje" – 2:15
4. "Katodni monitor" – 2:12
5. "Fallish" – 2:52
6. "She Never Lost Control" – 2:13
7. "Normal People Scare Me" – 1:26
8. "If" – 3:11
9. "Kornet" – 3:05
10. "Skopje" – 2:06
11. "Tekochi X" – 2:23
12. "Lalala" – 3:28

## Zasedba
We Can't Sleep at Night
- Marko Lavrin — vokal, kitara
- Gašper Vozelj — bas kitara
- Jure Lavrin — bobni
- Primož Vozelj — zvočni tehnik (v živo)

Tehnično osebje
- Matej Grginič — snemanje bobnov in bas kitare (aBox studio)
- Andrej Hrvatin — miksanje
- Carl Saff — mastering
- Ajdin Bašić — oblikovanje naslovnice